# Józefa Lis-Błońska
Józefa Maria Lis-Błońska (Józefa Maria Michałowska, 1° Lis-Błońska, 2° Szwedowska), ps. Ziunia, Jastrzębska (ur. 6 stycznia 1902 w Dąbrowie k. Mińska, zm. 9 października 1970 w Warszawie) – polska działaczka niepodległościowa, działaczka społeczna, dama Orderu Wojennego Virtuti Militari i Krzyża Niepodległości.

## Życiorys
Urodziła się w rolniczej rodzinie Konstantego Michałowskiego i Joanny z Okołów. Miała siostrę Jadwigę (późniejszą Kuczyńską), ps. „Żaba”, wywiadowczynię w Oddziale Żeńskim POW w Mińsku, dwukrotnie aresztowaną przez Czeka, która przeszła przez ciężkie śledztwo i została uwolniona po zajęciu Mińska przez Wojsko Polskie. Ich brat był również więźniem Czeka. Matka zmarła, gdy Józefa miała 5 lat. Na przełomie lat 1914 i 1915 Józefa przeniosła się z rodziną do Mińska, gdzie ukończyła gimnazjum. Działała w żeńskiej drużynie harcerskiej im. Emilii Platerówny oraz sekcji pocztowej Koła Polek im. księcia Józefa Poniatowskiego. Rozpoczęła współpracę (podobnie jak wiele skautek tej drużyny) z Mateuszem Stefanowskim, ps. Żywy, komendantem Polskiej Organizacji Wojskowej na Białoruś. Żeński Oddział POW został zorganizowany w Mińsku przez Jadwigę Tejszerską w końcu 1918 roku i składał się głównie z miejscowych harcerek, uczennic ostatnich dwóch klas polskich szkół średnich działających w Mińsku. Po skończeniu szkoły przez rok pracowała jako nauczycielka w szkole wiejskiej. Formalnie przystąpiła do POW i złożyła przysięgę w lutym 1919 roku. Jej praca w POW polegała początkowo na przenoszeniu bibuły, rewolwerów i paczek nabojów, rozkazów dla członków organizacji, ubrań dla zbiegłych z radzieckiej niewoli polskich żołnierzy. Stopniowo jej rola rosła, do jej obowiązków należało przepisywanie rozkazów i raportów Komendantury Naczelnej POW na Białorusi. W czasie wojny polsko-bolszewickiej pracowała w Oddziale II Frontu Litewsko-Białoruskiego. Po pojmaniu „Żywego” przez bolszewików uczestniczyła w brawurowych działaniach mających na celu wydostanie go z twierdzy w Bobrujsku. Próba ta nie zakończyła się powodzeniem. Za tę próbę została odznaczona Orderem Virtuti Militari. Po rozstrzelaniu „Żywego” opiekowała się jego matką. W 1919 mianowana na stopień porucznika.
We wniosku odznaczeniowym do Krzyża Walecznych napisano: Z rozkazu K.N. wstępuje do telegrafu bolszewickiego, gdzie prowadzi wywiad z narażeniem życia pod okiem komisarzy politycznych i szpiegów, zabiera ważne depesze i szyfry. Opóźnia wysłanie niektórych depesz, jak np. rozkazów o dyslokacji wojsk, mylnie je wysyłając do innych miejsc przeznaczenia. Zniszczyła depeszę z rozkazem: «Sowieta Obrony Litbiel» rozstrzelania Kmdta Nacz. P.O.W. w Wilnie ś.p. Pac-Pomarneckiego, ś.p. por. Starży-Galińskiego i kurjera z Mińska ś.p. ob. Dyszlonka, co wstrzymało na kilka dni egzekucję. Do podobnej pracy zaagitowała kilku swoich kolegów i koleżanek. W końcu została wyśledzona i aresztowana, lecz dzięki wstawiennictwu znajomego komisarza puszczono ją z więzienia, usuwając jednakże ze służby w telegrafie. Wówczas z rozkazu ś.p. ob. Żywego wyjechała do Bobrujska w celu zorganizowania pomocy żywnościowej więźniom i zakładnikom. Po zorganizowaniu tej akcji i oddaniu jej w ręce miejscowego społeczeństwa wraca do Mińska przywożąc raporty. W związku z aresztem ś.p. ob. Żywego [M............ Stefanowskiego] została aresztowana przez Czerezwyczajkę. Kilkakrotnie w nocy wyprowadzano ją na rozstrzelanie, potem badano, lecz wydobyć z niej nic się nie udało. Zwolniona z pociągu mającego wywieźć ją wraz z innymi po zajęciu Mińska przez Wojska Polskie.
We wniosku odznaczeniowym do Orderu Virtuti Militari napisano: Ob. Michałowska Józefa pracuje w adjutanturze K-dy Naczelnej P.O.W. na Białorusi w najcięższych warunkach wzmożonej czujności czerezwyczajki. Przechowuje podręczne archiwum do raportów wywiadowczych i polską maszynę do pisania. Stale narażając się na niechybną śmierć przepisuje na maszynie raporty wywiadowcze. Z drugiej strony przepisywanie na maszynie stanowiło warunek nieodzowny i decydujący dla wartości wywiadu. Tylko raporty przepisywane na maszynie po zastosowaniu pewnych konspirujących je środków mogły być wysyłane za front bez obawy przyłapania. Pracą swą Michałowska przyczyniła się do tego, że na stu z górą kurierów, ani jeden mimo kilkakrotnych aresztowań nie zginął i dzięki temu wojska własne były dokładnie i systematycznie informowane o sytuacji nieprzyjacielskiej. Przechowuje i przenosi materiały wybuchowe i broń. Dom Michałowskiej będący na indeksie czerezwyczajki (ojciec i brat aresztowani) – jest stałym schronieniem dla tropionych członków P.O.W. Po aresztowaniu komendanta Żywego, co poderwało siły i ducha organizacji – Michałowska na ochotnika przedarła się sama, celem uratowania Żywego, do znajdującej się w stanie oblężenia twierdzy Bobrujsk. Tam, nie bacząc na zewsząd grożące niebezpieczeństwo – nawiązuje łączność z uwięzionym komendantem i wyczerpawszy wszelkie sposoby do uwolnienia – widząc, że ma być stracony – planuje i wykonywa osobiście, prawie na oczach warty, podpalenie więzienia (oblawszy ściany uprzednio naftą) celem uratowania Żywego i innych więźniów. Spostrzeżona i ścigana przez wartę pod gradem kul – cudem się ratuje i przeszedłszy 100 z górą km pada z wyczerpania na terenie wojsk własnych.
Po polsko-sowieckim traktacie pokojowym, który pozostawił Mińsk poza granicami Polski rodzina Michałowskich przeniosła się do Warszawy. Józefa rozpoczęła studia na Wydziale Humanistycznym Wolnej Wszechnicy Polskiej, jednocześnie podjęła pracę jako tłumaczka i referentka w II Oddziale Sztabu Generalnego Wojska Polskiego. W 1922 roku została przyjęta do Organizacji Młodzieży Narodowej, do której została wprowadzona przez Tomasza Piskorskiego, z którym współpracowała jeszcze w Mińsku.
W 1924 roku zrezygnowała z pracy zawodowej w Oddziale II. Po ukończeniu studiów na WWP w 1926 roku pracowała w Polskim Radiu i w Polskich Wydawnictwach Naukowych. Nie zaprzestała jednak pracy społecznej: należała m.in. do współzałożycielek Stowarzyszenia „Rodzina Wojskowa”, działała na forum Związku Pracy Obywatelskiej Kobiet, uczestniczyła w pracach Związku Peowiaków. Ważnym polem jej aktywności było również dziennikarstwo, współpracowała z takimi pismami jak „Kobieta Współczesna” i „Bluszcz”.
W czasie okupacji niemieckiej związała się ze Stefanem Szwedowskim. Od kwietnia 1941 do stycznia 1945 roku brała pod pseudonimem Jastrzębska czynny udział w działalności Związku Syndykalistów Polskich oraz Polskiego Związku Zachodniego w konspiracji, krypt. Kopalnia. Prowadziła sekretariaty redakcji dwóch czasopism ZSP: „Czynu” i „Sprawy Chłopskiej”. Współredagowała „Sprawę Chłopską”. Prowadziła sekretariat Wydziału Organizacyjnego ZSP. Pełniła służbę pomocniczą w Oddziałach Bojowych ZSP, przenosząc i przechowując broń. Była członkinią Rady Pomocy Żydom „Żegota”. Organizowała pomoc materialną i mieszkania dla uciekinierów z getta. Ukrywała Żydów we własnym mieszkaniu lub mieszkaniach zaprzyjaźnionych osób. Pracowała także w Bratniej Pomocy Więziennej.
W okresie okupacji, z powodu bardzo dużej aktywności konspiracyjnej, nie pracowała zawodowo. Dorywczo zajmowała się handlem, wypiekiem bułek oraz była agentką pralni Czerwonego Krzyża.
Uczestniczyła w powstaniu warszawskim na terenie Śródmieścia.
Po powstaniu mieszkała na wsi pod Krakowem, później w Milanówku, w styczniu 1945 roku wróciła do Warszawy, do swego mieszkania przy ul. Piusa XI (obecnie ul. Piękna) 43. W lutym powróciła (jedynie na 3 miesiące) do pracy w Dyrekcji Programowej Polskiego Radia i przygotowywała audycje o tematyce okupacyjnej. Pisywała również artykuły prasowe do „Pioniera”, „Robotnika” oraz „Warszawskiego Niezależnego Dwutygodnika Literackiego”. W maju tego roku podjęła pracę w redakcji pisma „Teatr Ludowy” przy Zarządzie Głównym Związku Samopomocy Chłopskiej. W latach 1952–1963 pracowała w Państwowym Wydawnictwie Naukowym.
Od roku 1947 pracowała społecznie w Towarzystwie Burs i Stypendiów. Należała do Związku Zawodowego Dziennikarzy RP. W 1949 roku wstąpiła do Związku Bojowników o Niepodległość i Demokrację.
Za swą działalność niepodległościową i konspiracyjną była inwigilowana przez Urząd Bezpieczeństwa.
Była dwukrotnie zamężna. Latem 1923 roku wzięła ślub z poznanym jeszcze w Mińsku por. Stanisławem Lisem-Błońskim. 1 lipca 1924 roku urodziła się ich córka Danuta Teresa, która zginęła 21 września 1944 roku w czasie powstania warszawskiego. Mąż Józefy został zmobilizowany we wrześniu 1939 roku, po agresji ZSRR na Polskę ciężko ranny w nogi podczas potyczki z Armią Czerwoną, zmarł 31 października w szpitalu w Szczebrzeszynie. W roku 1949 Józefa wyszła za Stefana Szwedowskiego, z którym była w związku do 1965 roku.
Zmarła w Warszawie, pochowana na cmentarzu Wojskowym na Powązkach (kwatera B20-2-5).

## Publikacje
Józefa Michałowska opisała swoje doświadczenia z czasów swej działalności POW w artykule: Z pracy P.O.W. w Mińsku Litewskim [w:] Służba Ojczyźnie. Wspomnienia uczestniczek walk o niepodległość 1915–1918, red. M. Rychterówna, Główna Księgarnia Wojskowa, Warszawa 1929.
W 1938 roku wydała powieść Ludzie z rozstajnych dróg, Towarzystwo Wydawnicze „Bluszcz”, Warszawa.
Napisała też niewydany Pamiętnik z lat 1939–1946 (Biblioteka Zakładu im. Ossolińskich we Wrocławiu, sygn. 14458/II).
Jest bohaterką książki Marii Weber pt. Józefa Lis-Błońska. Ucieczka z twierdzy „Bobrujsk”, Oficyna Wydawnicza „Rytm”, Warszawa 2016, ISBN 978-83-7399-703-5.

## Ordery i odznaczenia
- Krzyż Srebrny Orderu Wojennego Virtuti Militari nr 7612 (17 maja 1922)[10][3]
- Krzyż Niepodległości (25 stycznia 1933)[11]
- Krzyż Walecznych[1] (1921)
- Medal 10-lecia Polski Ludowej (15 stycznia 1955)[12]
- Odznaka pamiątkowa Polskiej Organizacji Wojskowej